# Bufo ailaoanus
Bufo ailaoanus es una especie de anfibio anuro de la familia Bufonidae.

## Distribución geográfica y hábitat
Es endémica de la provincia de Yunnan (China). Su natural hábitat son los montanos tropicales o subtropicales húmedos y ríos. Se desconoce su estado de conservación.